# کمای القایی
کمای القا شده یا کمای القایی درمانی (MIC) که با نام‌های کمای ناشی از باربیتورات، یا کمای ناشی از دارو نیز شناخته می‌شود، یک کمای موقت (یک حالت عمیق بیهوشی) است که با دوز کنترل‌شدهٔ یک داروی بیهوشی، اغلب یک باربیتورات مانند پنتوباربیتال یا تیوپنتال ایجاد می‌شود. کمای باربیتورات برای محافظت از مغز در طول جراحی‌های بزرگ مغز و اعصاب، به‌عنوان آخرین خط درمان در موارد خاصی از بحران صرعی که به درمان‌های دیگر پاسخ نداده‌اند و در مواردی از ضربه مغزی استفاده می‌شود.
کمای القایی معمولاً منجر به عوارض جانبی سیستمیک قابل توجهی می‌شود. بیمار احتمالاً به‌طور کامل نیروی تنفسی خود را از دست می‌دهد و نیاز به تنفس مکانیکی دارد. تحرک روده‌ها کاهش می‌یابد؛ افت فشار خون می‌تواند تلاش‌ها برای حفظ فشار خون‌رسانی مغزی را پیچیده کند و اغلب نیاز به استفاده از داروهای وازوپرسور است. هیپوکالمی اغلب ایجاد می‌شود. بیمار کاملاً بی‌حرکت و در معرض افزایش خطر زخم بستر و همچنین عفونت ناشی از کاتتر است.
کمای القایی یکی از ویژگی‌های پروتکل میلواکی است، روشی بحث‌برانگیز که به‌عنوان وسیله‌ای برای درمان عفونت هاری در افراد تبلیغ می‌شود.

## تئوری
باربیتورات‌ها سرعت متابولیک بافت مغز و همچنین جریان خون مغزی را کاهش می‌دهند. با این کاهش‌ها، رگ‌های خونی در مغز باریک می‌شوند و در نتیجه مغز منقبض می‌شود و در نتیجه فشار درون‌جمجمه‌ای کاهش می‌یابد. امید این است که با رفع تورم، فشار کاهش یابد و از برخی یا همهٔ آسیب‌های مغزی جلوگیری شود. چندین پژوهش با نشان دادن کاهش مرگ و میر در هنگام درمان فشار خون مقاوم به داخل جمجمه با کمای باربیتورات، از این نظریه حمایت کرده‌اند.
حدود ۶۰ درصد از گلوکز و اکسیژن مورد استفادهٔ مغز برای فعالیت الکتریکی آن و بقیه برای تمام فعالیت‌های دیگر مانند متابولیسم است. هنگامی که باربیتورات‌ها به بیماران آسیب‌دیدهٔ مغزی به‌دلیل کمای القایی داده می‌شوند، با کاهش فعالیت الکتریکی مغز عمل می‌کنند که باعث کاهش نیاز متابولیک و اکسیژن می‌شود. سرعت دوز انفوزیون باربیتورات‌ها تحت نظارت با نوار مغزی افزایش می‌یابد تا زمانی که سرکوب انفجار یا سکوت الکتریکی قشر مغز (ایزوالکتریک "فلت‌لاین") به‌دست آید. هنگامی‌که وضعیت عمومی بیمار بهبود یافت، باربیتورات‌ها به تدریج حذف می‌شوند و بیمار به هوش می‌آید.
اختلاف نظر در مورد مزایای استفاده از باربیتورات‌ها برای کنترل فشار خون درون‌جمجمه‌ای وجود دارد. برخی از پژوهش‌ها نشان داده‌اند که کمای ناشی از باربیتورات می‌تواند فشار خون درون جمجمه را کاهش دهد اما لزوماً از آسیب مغزی جلوگیری نمی‌کند. علاوه بر این، کاهش فشار خون درون جمجمه در این روش ممکن است پایدار نباشد. برخی از کارآزمایی‌های تصادفی‌سازی‌شده نتوانسته‌اند هیچ مزیتی را برای بهبود بقا با استفاده از کمای القایی در شرایط مختلف مانند عمل‌های جراحی مغز و اعصاب، ترومای سر، آنوریسم مغزی، خونریزی مغزی، سکته مغزی ایسکمیک، و بحران صرعی نشان دهند. همچنین اگر بیمار زنده بماند، ممکن است پس از بهبودی از کما، اختلال شناختی نیز به‌وجود بیاید.